# 경선공주
경선공주(慶善公主, 생몰년 미상) 또는 경선궁주(慶善宮主)는 조선의 공주로, 태조와 신의왕후 한씨 사이에서 태어난 차녀이다.

## 생애
조선을 건국한 태조 이성계와 신의왕후의 둘째 딸로 태어났다.

태어난 해는 알 수 없으나, 1388년 위화도 회군 당시, 고려 조정에서 요동 정벌에 출정한 장수들의 가족들을 인질로 삼으려 하자 오빠인 이방원(태종)이 가족들을 대피시켰는데, 언니 경신공주와 함께 나이가 어렸다고 기록되어 있다.
 
전하(태종 이방원)가 왕후(王后, 신의왕후)와 강비(康妃, 신덕왕후)를 모시고 동북면을 향하여 가면서,
말을 탈 때든지 말에서 내릴 때든지 전하께서 모두 친히 부축해 주고,
스스로 허리춤에 불에 익힌 음식을 싸 가지고 봉양하였다.
경신공주(慶愼公主) · 경선공주(慶善公主) · 무안군(撫安君) · 소도군(昭悼君)이 모두 나이 어렸으나 또한 따라왔으므로,
전하께서 자기가 안아서 말에 태우고 길이 험하고 물이 깊은 곳에는 전하가 또한 말을 이끌기도 하였다.— 《태조실록》 1권, 총서

1393년(태조 2년) 10월, 청성백(靑城伯) 심덕부의 6남 청원군(靑原君) 심종(沈倧)에게 하가하였다. 심종은 세종 비 소헌왕후의 아버지인 심온의 동생이기도 하다. 심종은 회안대군과 결탁하였다가 발각되어 황해도 연안의 토산현(兎山縣)으로 귀양을 갔고 그곳에서 병으로 죽었다. 소생으로는 외동딸을 두었는데, 이명신을 사위로 맞았다. 파주시 문산읍 마정리에 심종과 경선공주 부부의 묘소가 있다.
언제 사망했는지는 알 수 없으나, 1446년(세종 28년) 소헌왕후의 빈전에 진향했다는 기록이 있는 것으로 보아, 그 이후에 사망한 듯 하다. 1872년(고종 9년), 조선 초기 궁주(宮主)들의 봉작을 공주(公主)로 바꾸면서 경선공주로 봉해졌다.

## 가족 관계
| - 아버지 : 태조(太祖, 1335~1408) - 어머니 : 신의왕후 한씨(神懿王后 韓氏, 1337~1391) - 오빠 : 진안대군(鎭安大君, 1354~1393) - 오빠 : 정종(定宗, 1357~1419) - 오빠 : 익안대군(益安大君, 1360~1404) - 오빠 : 회안대군(懷安大君, 1364~1421) - 오빠 : 태종(太宗, 1367~1422) - 오빠 : 덕안대군(德安大君, 생몰년 미상) - 언니 : 경신공주(慶愼公主, ?~1426) | - 시아버지 : 심덕부(沈德符, 1328~1401) - 시어머니 : 인천 문씨(仁川 門氏) - 부마 : 청원군(靑原君) 심종(沈倧, ?~1418) - 딸 : 심씨(沈氏) - 사위 : 덕수 이씨 지돈녕부사 강평공 이명신(李明晨, 1392~1459) - 외손자 : 이추(李抽, 1417~?) |

## 경선공주가 등장한 작품

### 드라마
- 《태종 이방원》 (KBS1, 2021년~2022년, 배우 : 천지원)